# Bindaetteok
Bindaetteok (kor. 빈대떡; także 녹두전, 녹두지짐) – danie kuchni koreańskiej; rodzaj naleśników z warzywami. Danie po raz pierwszy wspomniane w 1670.
Jako dodatki do bindaetteok występują: kimchi, zielona cebulka, kiełki fasoli mung oraz pieprz. Początkowo stanowiło pokarm biednych warstw społecznych.